# Frente da Desobediência Realista Europeia
A Frente da Desobediência Realista Europeia (em grego:  Μέτωπο Ευρωπαϊκής Ρεαλιστικής Ανυπακοής), ou MeRA25 (em grego:  ΜέΡΑ25) é um partido político grego de esquerda fundado em 2018. O seu fundador e secretário é o ex-deputado do Syriza e ex-Ministro das Finanças Yanis Varoufakis. A MeRa25 faz parte do Movimento Democracia na Europa 2025 (DiEM25), da Primavera Europeia e da Internacional Progressista.

## Resultados eleitorais

### Eleições legislativas
| Data | Líder            | CI. | Votos   | %           | Deputados | Status   |
| ---- | ---------------- | --- | ------- | ----------- | --------- | -------- |
| 2019 | Yanis Varoufakis | 6.º | 193 676 | 3,4 / 100,0 | 9 / 300   | Oposição |

### Eleições europeias
| Data | CI. | Votos   | %           | Deputados |
| ---- | --- | ------- | ----------- | --------- |
| 2019 | 7.º | 169 293 | 3,0 / 100,0 | 0 / 21    |